# Dépression (physique)
Pour les articles homonymes, voir Dépression.
En physique, le mot dépression désigne :
- en général, une diminution de la pression, par rapport à une pression de référence ;
- dans un cas particulier, la baisse de niveau d'un liquide dans un tube capillaire en forme de U.
L'origine du mot vient d'un moyen de mesure : était branché par un tuyau le volume de gaz dont on veut mesurer la dépression à l'une des extrémités d'un tube de verre en U rempli à moitié d'eau colorée : les niveaux de liquide dans les deux branches sont égaux. Si la pression du volume baisse, il aspire le liquide dans la colonne du U à laquelle il est joint, et corrélativement baisse le niveau du liquide coloré dans la colonne du U restée en relation avec la pression atmosphérique par son extrémité ouverte, dans laquelle il y a dépression du niveau du liquide coloré.
Plus tard, le liquide coloré sera remplacé par du mercure, d'une densité 13,6 fois plus importante, pour mesurer, donc, des dépressions d'autant plus importantes. Ce système sera perfectionné pour, lui-même, devenir l'outil à créer des dépressions dans un arrangement différent du tube en U par l'adjonction d'un goutoir, inventé en 1865 par Hermann Sprengel qui lui donne le nom de trompe à mercure.
L'unité de mesure des pressions a donc été d'abord le millimètre de mercure (mmHg) correspondant à la mesure de la différence des hauteurs des niveaux dans les branches du U, pour ensuite être comparée à la pression atmosphérique. Aujourd'hui l'unité de pression est le pascal (Pa).